# 弗朗西斯科 (印地安納州)
弗朗西斯科（英語：Francisco）是一個位於美國印地安納州吉布森縣的城鎮。

## 人口
根據2010年美國人口普查的數據，弗朗西斯科的面積為1.29平方千米，當中陸地面積為1.28平方千米，而水域面積為0.01平方千米。當地共有人口469人，而人口密度為每平方千米364人。